# Luigi di Nassau-Beverweerd

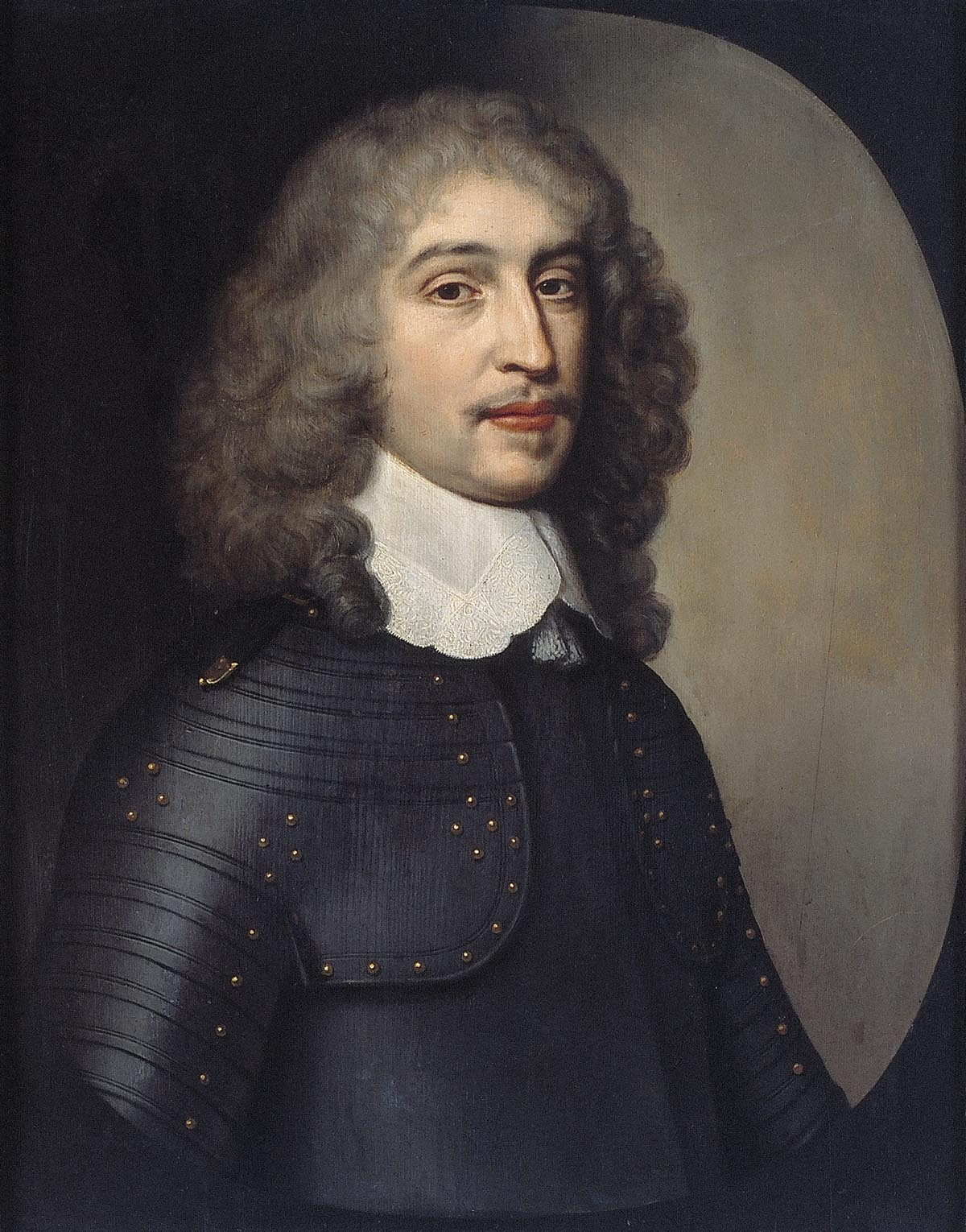
Luigi di Nassau-Beverweerd

Luigi di Nassau-Beverweerd (1602 – L'Aia, 28 febbraio 1665) era un soldato olandese, figlio illegittimo di Margaretha van Mechelen e Maurizio di Nassau, principe d'Orange, e quindi un membro collaterale del casato d'Orange-Nassau. Era signore delle heerlijkheid De Lek e Beverweerd. Da suo padre ereditò la proprietà di Beverweerd, e quando suo fratello maggiore Guglielmo morì nel 1627 ereditò anche le sue proprietà.

## Biografia
Entrò nella carriera militare e percorse tutti i gradi raggiungendo il rango di generale. Uscito dalla carriera militare venne inviato come ambasciatore in Inghilterra. Egli è anche noto per essere stato il padre di Enrico Nassau, Lord Auverquerque.
Si sposò ed ebbe tre figli:
- Maurizio Luigi I (1631-1683), signore di de Lek e Beverweerd
- Guglielmo Adriano I (1632-1705), signore di Odijk, Kortgene, Zeist e Driebergen
- Elisabetta (28 dicembre 1633-18 gennaio 1718)

sposò nel marzo 1665 Henry Bennet, I conte di Arlington da cui ebbe una sola figlia Lady Isabella Bennet (c. 1668–7 febbraio 1723) che sposò il 1º agosto 1672 Henry FitzRoy, I duca di Grafton (28 settembre 1663 – 9 ottobre 1690 m. alla presa di Cork), figlio illegittimo di Carlo II d'Inghilterra e della sua amante la duchessa di Cleveland. Ebbero molti discendenti.
- Emilia (1635-1688)

sposò Thomas Butler, VI conte di Ossory (1634–1680), e madre tra gli altri del II duca di Ormonde.
- Maurizia Margherita (1637-1671)

sposò come sua prima moglie Colin Lindsay, III conte di Balcarres
- Guglielmina Anna (1638-1688)

sposò un nobiluomo olandese, ed ebbe una figlia Anna Elisabeth van Ruytenbergh che sposò George Cholmondeley, III conte di Cholmondeley nel 1701
- Hendrik, signore di Ouwerkerk e Woudenberg
- Carlotta (c.1642 - morta nell'infanzia)
- Gerardo Antonio (c.1643 - morto nell'infanzia)
- Carlotta Filiberta (1649-1702)

I suoi discendenti sono sepolti nella cripta di famiglia a Ouderkerk aan den IJssel.

## Ascendenza
|                               |                         |                                      | Genitori                              |  |  | Nonni |  |  | Bisnonni                            |  |  | Trisnonni                           |  |
|                               |                         |                                      |                                       |  |  |       |  |  | 8. Guglielmo I di Nassau-Dillenburg |  |  | 16. Giovanni V di Nassau-Dillenburg |  |
|                               |                         |                                      |                                       |  |  |       |  |  | 8. Guglielmo I di Nassau-Dillenburg |  |  | 16. Giovanni V di Nassau-Dillenburg |  |
|                               |                         | 17. Elisabetta d'Assia-Marburg       |                                       |  |  |       |  |  | 8. Guglielmo I di Nassau-Dillenburg |  |  |                                     |  |
| 4. Guglielmo I d'Orange       |                         |                                      |                                       |  |  |       |  |  | 8. Guglielmo I di Nassau-Dillenburg |  |  |                                     |  |
|                               |                         | 9. Giuliana di Stolberg              | 18. Bodo VIII di Stolberg-Wernigerode |  |  |       |  |  |                                     |  |  |                                     |  |
|                               |                         | 9. Giuliana di Stolberg              | 18. Bodo VIII di Stolberg-Wernigerode |  |  |       |  |  |                                     |  |  |                                     |  |
|                               |                         | 9. Giuliana di Stolberg              | 19. Anna di Eppstein-Königstein       |  |  |       |  |  |                                     |  |  |                                     |  |
| 2. Maurizio di Nassau         |                         | 9. Giuliana di Stolberg              |                                       |  |  |       |  |  |                                     |  |  |                                     |  |
|                               |                         | 10. Maurizio I, Elettore di Sassonia | 20. Enrico IV di Sassonia             |  |  |       |  |  |                                     |  |  |                                     |  |
|                               |                         | 10. Maurizio I, Elettore di Sassonia | 20. Enrico IV di Sassonia             |  |  |       |  |  |                                     |  |  |                                     |  |
|                               |                         | 10. Maurizio I, Elettore di Sassonia | 21. Caterina di Meclemburgo-Schwerin  |  |  |       |  |  |                                     |  |  |                                     |  |
| 5. Anna di Sassonia           |                         | 10. Maurizio I, Elettore di Sassonia |                                       |  |  |       |  |  |                                     |  |  |                                     |  |
|                               |                         | 11. Agnese d'Assia                   | 22. Filippo I d'Assia                 |  |  |       |  |  |                                     |  |  |                                     |  |
|                               |                         | 11. Agnese d'Assia                   | 22. Filippo I d'Assia                 |  |  |       |  |  |                                     |  |  |                                     |  |
|                               |                         | 11. Agnese d'Assia                   | 23. Cristina di Sassonia              |  |  |       |  |  |                                     |  |  |                                     |  |
| 1. Luigi di Nassau-Beverweerd |                         | 11. Agnese d'Assia                   |                                       |  |  |       |  |  |                                     |  |  |                                     |  |
|                               | 12. Floris van Mechelen | 24. Hendrik van Mechelen             |                                       |  |  |       |  |  |                                     |  |  |                                     |  |
|                               | 12. Floris van Mechelen | 24. Hendrik van Mechelen             |                                       |  |  |       |  |  |                                     |  |  |                                     |  |
|                               | 12. Floris van Mechelen | 25. Christina Arents                 |                                       |  |  |       |  |  |                                     |  |  |                                     |  |
| 6. Cornelis van Mechelen      | 12. Floris van Mechelen |                                      |                                       |  |  |       |  |  |                                     |  |  |                                     |  |
|                               |                         | 13. Antoinette de Gottignies         | 26. Gillis IV de Gottignies           |  |  |       |  |  |                                     |  |  |                                     |  |
|                               |                         | 13. Antoinette de Gottignies         | 26. Gillis IV de Gottignies           |  |  |       |  |  |                                     |  |  |                                     |  |
|                               |                         | 13. Antoinette de Gottignies         | 27. Catharina Oem van Wijngaerden     |  |  |       |  |  |                                     |  |  |                                     |  |
| 3. Margaretha van Mechelen    |                         | 13. Antoinette de Gottignies         |                                       |  |  |       |  |  |                                     |  |  |                                     |  |
|                               |                         | 14. Paulus van Nassau van Merwe      | 28. Hendrik van Nassau-Dillenburg     |  |  |       |  |  |                                     |  |  |                                     |  |
|                               |                         | 14. Paulus van Nassau van Merwe      | 28. Hendrik van Nassau-Dillenburg     |  |  |       |  |  |                                     |  |  |                                     |  |
|                               |                         | 14. Paulus van Nassau van Merwe      | 29. Catharina van Merwe               |  |  |       |  |  |                                     |  |  |                                     |  |
| 7. Barbara van Nassau-Corroy  |                         | 14. Paulus van Nassau van Merwe      |                                       |  |  |       |  |  |                                     |  |  |                                     |  |
|                               |                         | 15. Margaretha van Lier              | 30. Nicolaas van Lier                 |  |  |       |  |  |                                     |  |  |                                     |  |
|                               |                         | 15. Margaretha van Lier              | 30. Nicolaas van Lier                 |  |  |       |  |  |                                     |  |  |                                     |  |
|                               |                         | 15. Margaretha van Lier              | 31. Geertrui Norris                   |  |  |       |  |  |                                     |  |  |                                     |  |
|                               |                         | 15. Margaretha van Lier              |                                       |  |  |       |  |  |                                     |  |  |                                     |  |